# Felix Rütten
Felix Rütten (* 7. Januar 1881 in Kempen; † 18. Dezember 1961 ebenda) war ein deutscher römisch-katholischer Priester, Historiker und Lehrer.

## Leben und Werk
Nach dem Abitur 1899 am Gymnasium Thomaeum in seiner Geburtsstadt studierte Rütten Katholische Theologie in Münster und empfing dort am 6. Juni 1903 das Sakrament der Priesterweihe. Danach war Rütten bis 1906 Kaplan in Appeldorn, gleichzeitig arbeitete er an seiner theologischen Dissertation über den Gegenreformator Martin Donk, der wie Rütten aus Kempen stammte. Die Promotion zum Dr. theol. bei dem Kirchenhistoriker Anton Pieper in Münster erfolgte 1906. Anschließend war Rütten als Religionslehrer in Burgsteinfurt tätig, schon 1908 wurde er aber zum Hausgeistlichen im St. Antoniusstift in Münster ernannt, damit er dort seine Studien fortführen und das Staatsexamen für Lehrer machen konnte. 1912 promovierte Rütten zudem bei dem Klassischen Philologen Peter Sonnenburg mit einer lateinisch verfassten Arbeit über Vergil und Apollonios von Rhodos zum Dr. phil.
Ab April 1912 war Rütten geistlicher Lehrer und Studienrat am Collegium Augustinianum Gaesdonck und unterrichtete dort vor allem Latein, Griechisch, Hebräisch, Religion, Deutsch und Geschichte. Als 1937 der Gaesdoncker Direktor Heinrich Limberg in den Ruhestand ging und die nationalsozialistische Regierung dem von Bischof Clemens August Graf von Galen vorgesehenen Nachfolger Franz Aengenvoort die Zustimmung verweigerte, wurde Rütten als dienstältester Lehrer und prägende Gestalt des Kollegiums zum kommissarischen Direktor ernannt. Es gelang ihm, die Schließung, die ab 1937 allen konfessionellen Schulen im NS-Staat drohte, noch bis 1942 hinauszuzögern. Darüber hinaus konnte er die Einrichtung einer nationalsozialistisch geprägten staatlichen Lehrerbildungsanstalt in Gaesdonck verhindern. Stattdessen wurde dort nach der Schließung ein Lazarett des Roten Kreuzes eingerichtet, und Rütten konnte als Lazarettgeistlicher im Hause verbleiben und zugleich für den Schutz der dortigen Klosterbibliothek und der Kunstschätze sorgen. Bald nach Kriegsende, nämlich schon Anfang 1946, eröffnete Rütten – seit 1945 nun offiziell ernannter Direktor – trotz weitgehender Zerstörung durch Kriegseinwirkungen das Collegium Augustinianum neu und erwies sich als guter Organisator des Wiederaufbaus. Seit 1949 im Ruhestand, lebte er noch bis 1953 als Ökonom und Aushilfslehrer in Gaesdonck, seine letzten Lebensjahre verbrachte er in Kempen, wo er auch starb.
Neben seiner Tätigkeit als Lehrer und Seelsorger veröffentlichte Rütten mehrere Bücher und zahlreiche Aufsätze (zum Teil in Zusammenarbeit mit Albert Steeger) zur Geschichte und Kirchengeschichte des Niederrheins. Seine letzte größere Arbeit war die Übersetzung der für die Stadtgeschichte bedeutsamen Kempener Chronik (1632) des Johannes Wilmius.

## Ehrungen
- 1941 wurde Rütten von Papst Pius XII. zum Päpstlichen Geheimkämmerer ernannt.
- Im Juni 1956 wurde Rütten die Ehrendoktorwürde der Katholisch-Theologischen Fakultät der Westfälischen Wilhelms-Universität, Münster, verliehen.[1]

## Werke
- Martin Donk (Martinus Duncanus) 1505-1590. Aschendorff, Münster 1906. (Theol. Diss.)
- De Vergilii studiis Apollonianis. Soc. typogr. Guestf., Münster 1912. (Phil. Diss.)
- Rees am Rhein. Die mittelalterliche Stadt und ihre Grundlagen. Festschrift zum 700 jährigen Stadtjubiläum (14. bis 16. Juli 1928). Bonert, Rees 1928.
- Lateinische Martyrerakten und Martyrerbriefe. Ausgewählt und erklärt von Felix Rütten. 5. Aufl., Aschendorff, Münster 1978, ISBN 3-402-02303-2. (Zuerst 1931.)
- Die Victorverehrung im christlichen Altertum. Eine kulturgeschichtliche und hagiographische Studie. Schöningh, Paderborn 1936. Nachdruck: Johnson Reprint, New York 1968.
- Christliche Worte. Eine wortgeschichtliche Erklärung christlicher Grundbegriffe. Alsatia, Kolmar 1944. Neuausgabe: Hansa, Hamburg 1947.
- Cartae memoriales magistris discipulis amicis Collegii Augustiniani Gaesdonckensis dedicatae anno iubilaeo MDCCCCXXXXIX. Pustet, Regensburg 1949.
- Übers.: Johannes Wilmius: Chronicon rerum Kempensium. Ins Deutsche übertragen von Felix Rütten. Bearbeitet und hrsg. von Jakob Hermes. Lambertz-Tölkes, Krefeld 1985.
- daneben zahlreiche, oft umfangreiche Aufsätze in Fachzeitschriften.